# فرودگاه پاتیلاس
فرودگاه پاتیلاس (به انگلیسی: Patillas Airport) یک فرودگاه همگانی بهره‌برداری هوایی است که یک باند فرود آسفالت دارد. این فرودگاه در کشور پورتوریکو قرار دارد .